# COVID-19-Pandemie im Kreis Heinsberg

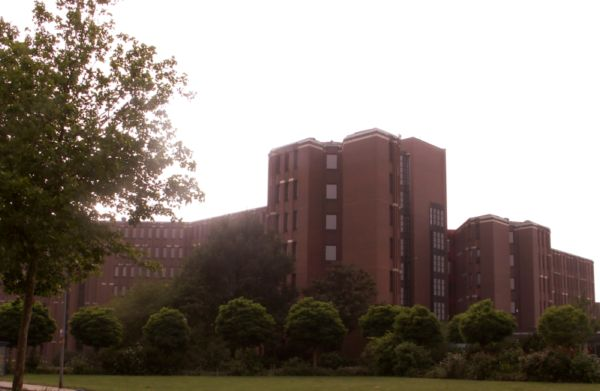
Das Kreishaus in Heinsberg musste bereits Ende Februar 2020 im Zuge der Corona-Krise für die Öffentlichkeit gesperrt werden.

Die COVID-19-Pandemie im Kreis Heinsberg im Westen Nordrhein-Westfalens, angrenzend zu den Niederlanden, trat seit dem 27. Februar 2020 mit vergleichsweise hohen Fallzahlen (Infektionen und Todesfälle) als Teil der weltweiten COVID-19-Pandemie in Erscheinung. Der Kreis Heinsberg galt in Deutschland als „Erstregion“ und „Epizentrum“ der Pandemie.
Vom 6. März bis 30. März 2020 führte das Robert Koch-Institut (RKI) den Kreis Heinsberg als „besonders betroffenes Gebiet in Deutschland“. Auch in internationalen Medien wurde vielfach über die besondere Situation im Kreis Heinsberg berichtet. So wurde der Begriff das „deutsche Wuhan“ zum Synonym für die Corona-Krise in Deutschland geprägt.
Im Kreis Heinsberg wurde, vermutlich in Folge einer Karnevalssitzung in der Gemeinde Gangelt im Ortsteil Langbroich, an der ein infiziertes Ehepaar teilnahm, die erste bekannte größere Ausbreitung der COVID-19-Pandemie in Deutschland verursacht.

## Hintergrund
Die COVID-19-Pandemie nahm im Dezember 2019 in der Volksrepublik China ihren Ausgang und betrifft das Ausbruchsgeschehen der neuartigen Erkrankung COVID-19. Diese wird durch das Virus SARS-CoV-2 aus der Gruppe der Coronaviridae verursacht und gehört zu den Atemwegserkrankungen. Ende Januar 2020 traten in Bayern beim Unternehmen Webasto die ersten Fälle in Deutschland auf. Ab dem 11. März 2020 stufte die Weltgesundheitsorganisation (WHO) das Ausbruchsgeschehen des neuartigen Coronavirus als weltweite Pandemie ein.

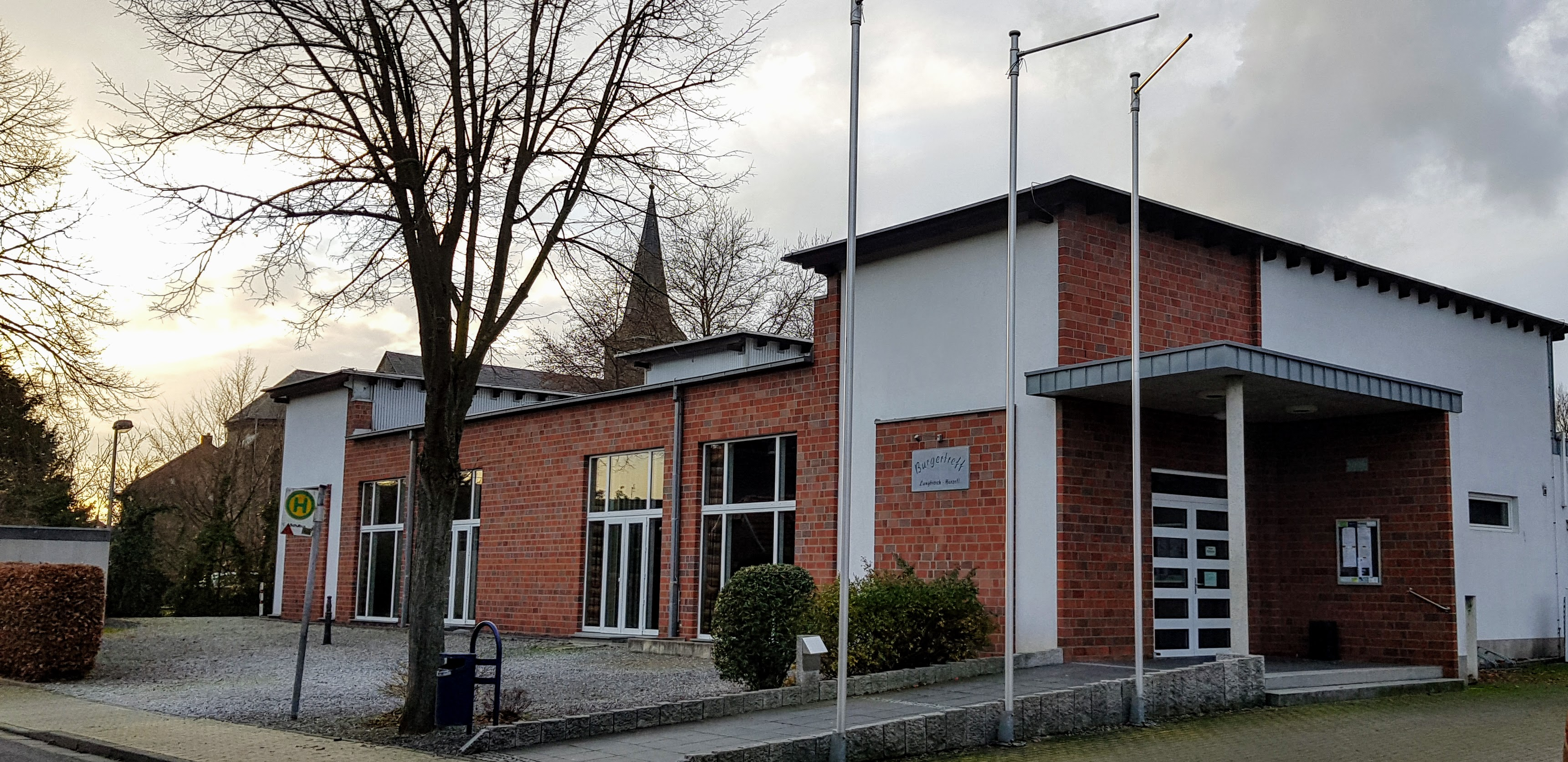
Bürgertreff in Langbroich: Hier fand die Karnevalssitzung statt, von der die COVID-19-Pandemie in Heinsberg (und dann Deutschland) ausging.

## Verlauf
Am 15. Februar 2020 fand die „Kappensitzung“ des Karnevalsvereins „Langbröker Dicke Flaa“ mit rund 300 Teilnehmern in Langbroich-Harzelt in der Gemeinde Gangelt im Kreis Heinsberg statt. Diese Karnevalssitzung gilt als Grund dafür, dass sich das Virus im Kreis Heinsberg stark ausbreitete und Heinsberg vom RKI später zu einem besonders betroffenen Gebiet erklärt wurde.  Bis zu der besagten Karnevalssitzung konnten bei den meisten anderen Fällen in Deutschland die Infektionsketten noch geklärt werden. Vom 20. (Altweiberdonnerstag) bis zum 25. Februar (Veilchendienstag) fand im Kreis Heinsberg und andernorts im Rheinland der Straßenkarneval statt.  Am 24. und 25. Februar 2020 wurde bei einem Ehepaar aus dem Kreis Heinsberg das Virus festgestellt.
Erkrankte beschrieben den Karneval als einen „Brandbeschleuniger“ für das Ausbruchsgeschehen des Coronavirus im Kreis Heinsberg.
Der Covid-Ausbruch im Kreis Heinsberg gilt als ein Wendepunkt der Epidemie in Deutschland.
Am 9. März 2020 starben die ersten beiden Menschen in Deutschland an COVID-19, darunter ein Achtundsiebzigjähriger mit Vorerkrankungen aus dem Kreis Heinsberg.
Nachdem die Zahl der Neuinfektionen einen niedrigen Wert von unter 5 Infektionen pro 100.000 Einwohner und Woche erreicht hatte, wurden am 16. Mai 2020 erneut zahlreiche Neuinfektionen registriert. Von 400 getesteten Mitarbeitern des Logistikunternehmens DPD Deutschland im Paketdepot Hückelhoven hatten 82 eine Covid-19-Infektion erlitten. 55 der positiv Getesteten leben im Kreis Heinsberg.

## Statistik

### Entwicklung der Epidemie im Kreis Heinsberg

#### Bestätigte Infektionen, Geheilte und Todesfälle
Vom Kreis Heinsberg wurden in Mitteilungen des Kreishauses bisher die folgenden SARS-CoV-2-Fallzahlen bestätigt:
Bestätigte Infektionen, Geheilte und Todesfälle (jeweils kumuliert) im Kreis Heinsberg
nach Pressemitteilungen des Kreishauses

#### Neue Infektionen
Neue Infektionen (täglich) im Kreis Heinsberg
vom 27. Februar bis zum 14. Juli 2020
nach Pressemitteilungen des Kreishauses
Hinweis: Nach dem 14. Juli 2020 wurden vom Kreis Heinsberg keine täglichen Fallzahlen mehr gemeldet; in der Folge zum Teil wöchentlich.

#### Bestätigte Todesfälle
Vom Kreis Heinsberg wurden in Mitteilungen des Kreishauses bisher die folgenden COVID-19-bedingten Todesfälle bestätigt:
Bestätigte Todesfälle (kumuliert) im Kreis Heinsberg
nach Pressemitteilungen des Kreishauses

### 7-Tage Inzidenz
Am 13. August 2020 betrug die Anzahl der Neuinfektionen pro 100.000 Einwohner in sieben Tagen für den Kreis Heinsberg 4,3.

### Fallzahlen in Bezug zur Einwohnerzahl
Am 13. August 2020 beträgt im Kreis Heinsberg mit 2.010 bestätigten Infektionen bei 255.555 Einwohnern die kumulierte Inzidenz bislang 786,5 Infektionen pro 100.000 Einwohnern. Die 87 bis zu diesem Tag gemeldeten Todesfälle entsprechen 34,0 Todesfällen pro 100.000 Einwohnern. Die bis zu diesem Tag bestätigten SARS-CoV-2-Infektionen verteilten sich wie folgt auf die Kommunen und den gesamten Kreis:
| Städte und sonstige Gemeinden | Einwohner (EW) | Bestätigte Infektionen (kumuliert) | Aktive Infektionen (derzeit) | Infektionen je 100.000 EW (Inzidenz) | Geheilte Personen (wieder genesen) | Bestätigte Todesfälle (kumuliert) | Todesfälle je 100.000 EW |
| ----------------------------- | -------------- | ---------------------------------- | ---------------------------- | ------------------------------------ | ---------------------------------- | --------------------------------- | ------------------------ |
| Erkelenz (Stadt)              | 44,979         | 116                                | 7                            | 268,5                                | 102                                | 7                                 | 16,2                     |
| Gangelt (Gemeinde)            | 13,154         | 489                                | 5                            | 3888,4                               | 471                                | 13                                | 103,4                    |
| Geilenkirchen (Stadt)         | 28,493         | 235                                | 2                            | 855,5                                | 227                                | 6                                 | 21,8                     |
| Heinsberg (Stadt)             | 43,093         | 468                                | 5                            | 1108,1                               | 433                                | 30                                | 71,0                     |
| Hückelhoven (Stadt)           | 41,286         | 227                                | 11                           | 564,0                                | 211                                | 5                                 | 12,4                     |
| Selfkant (Gemeinde)           | 10,639         | 138                                | 2                            | 1361,3                               | 131                                | 5                                 | 49,3                     |
| Übach-Palenberg (Stadt)       | 24,054         | 89                                 | 2                            | 370,2                                | 80                                 | 7                                 | 29,1                     |
| Waldfeucht (Gemeinde)         | 9.199          | 125                                | 0                            | 1413,7                               | 115                                | 10                                | 113,1                    |
| Wassenberg (Stadt)            | 19,617         | 73                                 | 3                            | 391,8                                | 67                                 | 3                                 | 16,1                     |
| Wegberg (Stadt)               | 27,635         | 50                                 | 3                            | 177,5                                | 46                                 | 1                                 | 3,6                      |
| Kreis Heinsberg: (gesamt)     | 262,149        | 2010                               | 40                           | 786,5                                | 1883                               | 87                                | 34,0                     |

### Infektionen nach Altersgruppen und Geschlecht
Am 16. August 2020 verteilten sich die SARS-CoV-2-Infektionen im Kreis Heinsberg nach den bis dahin an das RKI gemeldeten Daten wie folgt nach Altersgruppen und Geschlecht:
Infektionen im Kreis Heinsberg nach Altersgruppen und Geschlecht
nach Daten des RKI

## Reaktionen und Maßnahmen

### Gesundheitsamt des Kreises Heinsberg
Bereits am 30. Januar 2020 riet das Gesundheitsamt des Kreises Heinsberg zu einigen Maßnahmen für Reiserückkehrer aus dem Ausland, insbesondere China, die dabei helfen sollten, die Verbreitung des neuartigen Virus im Kreis Heinsberg zu vermeiden.

### Quarantänemaßnahmen, Schließungen und Verbote im Kreis
Am 27. Februar 2020 wurden 400 Menschen, die am 15. Februar in Kontakt mit am Coronavirus Erkrankten gekommen sein könnten, im Kreis Heinsberg für 14 Tage unter häusliche Quarantäne gestellt. Später am Abend waren schätzungsweise 1000 Menschen im Kreis Heinsberg – die genannten 400 und ihre Familien – in vorsorglicher häuslicher Quarantäne.
Am 28. Februar 2020 entschied der Krisenstab des Kreises die sofortige Schließung aller Schulen, Kindertageseinrichtungen und Tagespflegeeinrichtungen bis einschließlich 6. März 2020. Später wurde dies vom Kreis bis 13. März verlängert und ab dem 16. März landesweit vom Kultusministerium verordnet. Außerdem wurden alle öffentlichen Verwaltungen für den Besucherverkehr gesperrt, ab dem 3. März 2020 war ein eingeschränkter Publikumsverkehr nach telefonischer Absprache zugelassen. Am 29. Februar stieg die Zahl von infizierten Personen im Kreis Heinsberg auf 60 an.

### Öffentliche Aufrufe und Hilfen im Kreis Heinsberg
Zur Erhöhung der Laborkapazitäten stellte der Kreis Mitte März ein Amtshilfegesuch an die Bundeswehr, das abgelehnt wurde. Ab dem 22. März unterstützte die Bundeswehr, im Rahmen der Amtshilfe, den Kreis mit Schutzausrüstung und Beatmungsgeräten.
Der Landrat des Kreises, Stephan Pusch, wandte sich am 23. März 2020 in einem offenen Brief an die Regierung der Volksrepublik China. Darin bat er um dringend benötigte Schutzausrüstung für den besonders betroffenen Kreis Heinsberg. Die verfügbaren Schutzmasken und -kittel reichten nur noch für ein paar Tage, schrieb der Landrat an den chinesischen Staats- und Parteichef Xi Jinping und bekam bereits am 24. März eine Antwort über die Chinesische Botschaft in Berlin. Das Thema Materialwünsche solle man an den chinesischen Generalkonsul in Deutschland weiterleiten „und die Chinesen würden dann das tun, was sie können, um uns zu helfen“ sagte der Landrat weiter. Details über sein Vorgehen berichtete Stephan Pusch am 27. März  in einem Deutschlandfunk-Interview. Der TÜV Rheinland spendete dem Kreis Heinsberg am 3. April 2020 insgesamt 9000 dringend benötigte Atemschutzmasken.
Pusch sorgte im Januar 2021 mit einer zwölfminütigen Wutrede auf Facebook mit massiver Kritik an der Bundesregierung wegen der Impf-Verzögerungen für Aufsehen.

### Sonstige Maßnahmen der Kreiseinrichtungen und Kommunen
Aufgrund des großen Informationsbedarfs richtete der Kreis Anfang April ein eigenes Bürgertelefon für Informationen zum Coronavirus ein. Unter der Rufnummer 02452-131313 können sich Bürger mit Fragen zur Coronavireninfektion direkt an die Kreisverwaltung Heinsberg wenden. Diese ist von Montag bis Freitag von 8 bis 18 Uhr sowie Samstag und Sonntag von 10 bis 16 Uhr erreichbar.
Für unverzichtbares Ärzte-, Betreuungs- und Pflegepersonal in den Krankenhäusern und Pflegeeinrichtungen des Kreises wurde eine spezielle Notbetreuung für die Kinder organisiert, damit das Personal in den Schlüsselpositionen für die Aufrechterhaltung der öffentlichen Infrastruktur sorgen könne. In Abstimmung mit dem Land Nordrhein-Westfalen sei im Kreis Heinsberg eine Sonderregelung getroffen worden, dass diese Notbetreuung ausschließlich in den Schlüsselpositionen angeboten werde. Diese Regelung sei somit deutlich strenger als in den übrigen Kommunen in NRW.
Die Bürgermeister der kreisangehörigen Städte und Gemeinden des Kreises Heinsberg einigten sich auf eine einheitliche Umsetzung der Verordnung zum Schutz vor Neuinfizierungen mit dem Coronavirus SARS-CoV-2 vom 22. März 2020. Von den Bürgermeistern wurden beispielsweise abgestimmte Entscheidungen zum Umgang mit dem Straßenverkauf getroffen, der nur unter Beachtung der entsprechenden Vorkehrungen zu Hygiene und Abstand erfolgen dürfe.
Am 6. April 2020 gab der Kreis Heinsberg bekannt, dass der Kreis und die Niederlande im Grenzgebiet bezüglich der Eindämmung des Coronavirus zusammenarbeiten. Das Kreisordnungsamt bitte daher in Zusammenarbeit mit den niederländischen Behörden darum, unnötige Besuche des Nachbarlandes zu unterlassen. Zwar seien die Grenzen geöffnet, jedoch hoffe man durch weniger Grenzverkehr die Zahl von Neuinfektionen mit dem Coronavirus zu reduzieren.

## Studie
Ende März 2020 begannen Wissenschaftler mit einer COVID-19-Studie bei Gangelt im Kreis Heinsberg. Diese soll Handlungsempfehlungen für die Coronavirus-Pandemie liefern. Die Studie wird vom Universitätsklinikum Bonn unter der Leitung des Virologen Hendrik Streeck in der Gemeinde Gangelt durchgeführt. Mit den etwa 1000 Studienteilnehmern aus der 12.000-Einwohner-Gemeinde erhalte man repräsentative Daten, um Fakten zur Verbreitung des SARS-CoV-2-Virus und zur Dunkelziffer der tatsächlich Erkrankten zu erhalten. Unterstützt werde das Team der Wissenschaftler von 40 Studenten. Erste Ergebnisse der Studie im vom Virus stark betroffenen Kreis Heinsberg sollten bereits in der zweiten Aprilwoche vorliegen. Der Fortschritt der Studie wird bei Facebook veröffentlicht.
Am 9. April 2020 wurde ein vorläufiges Ergebnis veröffentlicht. Diesbezüglich wurden von NRW-Ministerpräsident Armin Laschet und dem Virologen Hendrik Streeck erste Erkenntnisse der COVID-19-Studie im Kreis Heinsberg präsentiert: Laut der vorläufigen Auswertung würden ca. 15 Prozent der untersuchten Bürger in der Gemeinde Gangelt eine zurückliegende Infektion mit dem Coronavirus aufweisen und somit eine Immunität gegen das Virus besitzen. Die Sterblichkeit im Untersuchungsgebiet, gemessen an der Zahl der Gesamtinfizierten, läge bei 0,37 Prozent.
Die Studie und die vorläufige Präsentation von Ergebnissen wurden in der Folge kritisiert. Streeck und sein Team hätten sich bei der Auswertung und der Kommunikation der Resultate mehr Zeit nehmen sollen. Ebenso sei die Spezifität der Antikörpertests unklar und die Ermittlung der Infiziertenzahlen unseriös. Die Zusammenarbeit mit der Social-Media-Agentur Storymachine wird als höchst ungewöhnlich bezeichnet. Fachleute wie Christian Drosten und Gérard Krause zweifeln an der Aussagekraft der Heinsberg-Studie. Sie gebe keinen Anlass, Kontaktsperren zu lockern.
Am 4. Mai 2020 stellten Hendrik Streeck, Gunther Hartmann und Ko-Autoren die Ergebnisse vor.